# Spaza shop

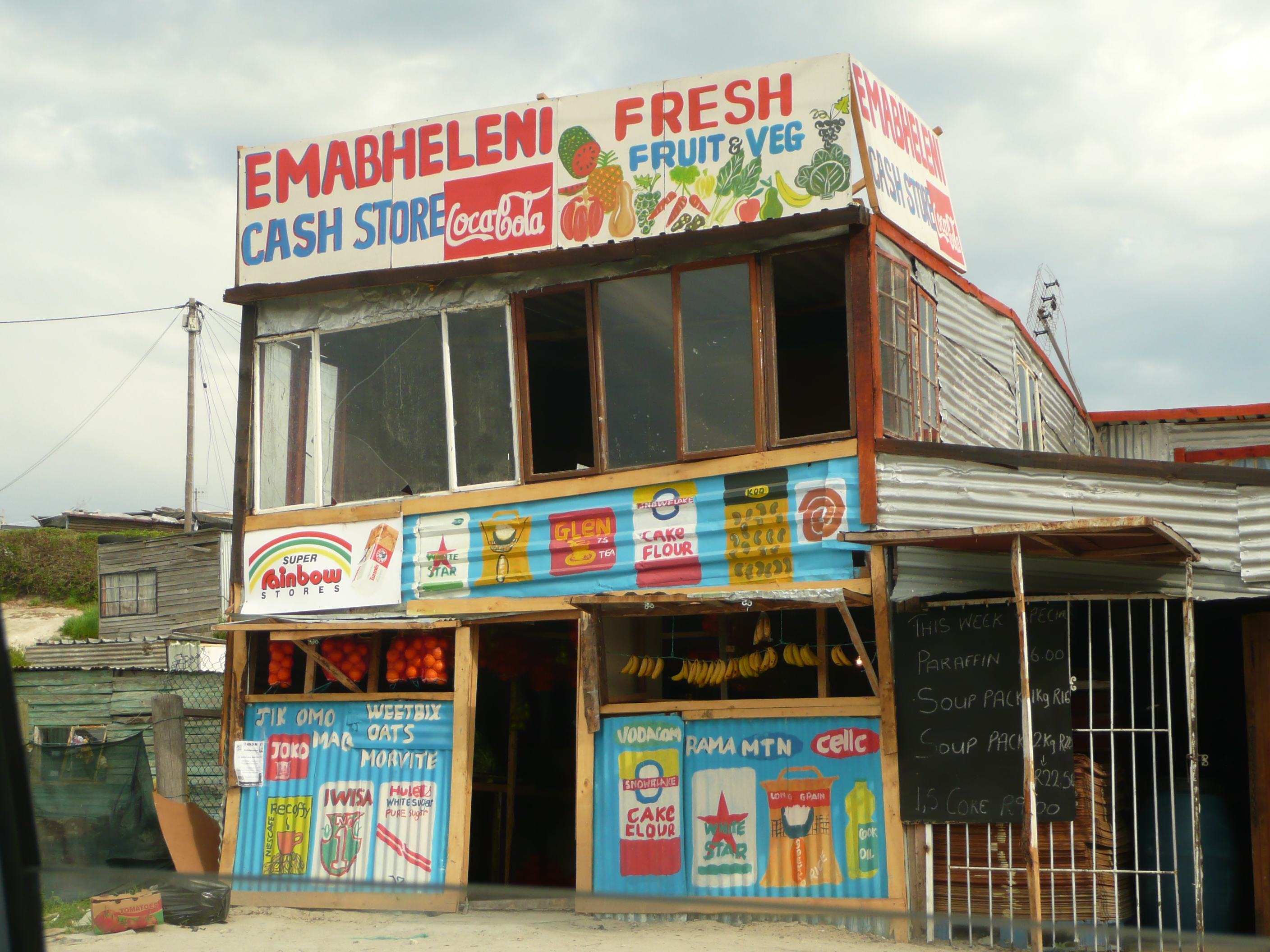
Spaza-Shop in Khayelitsha, Kapstadt

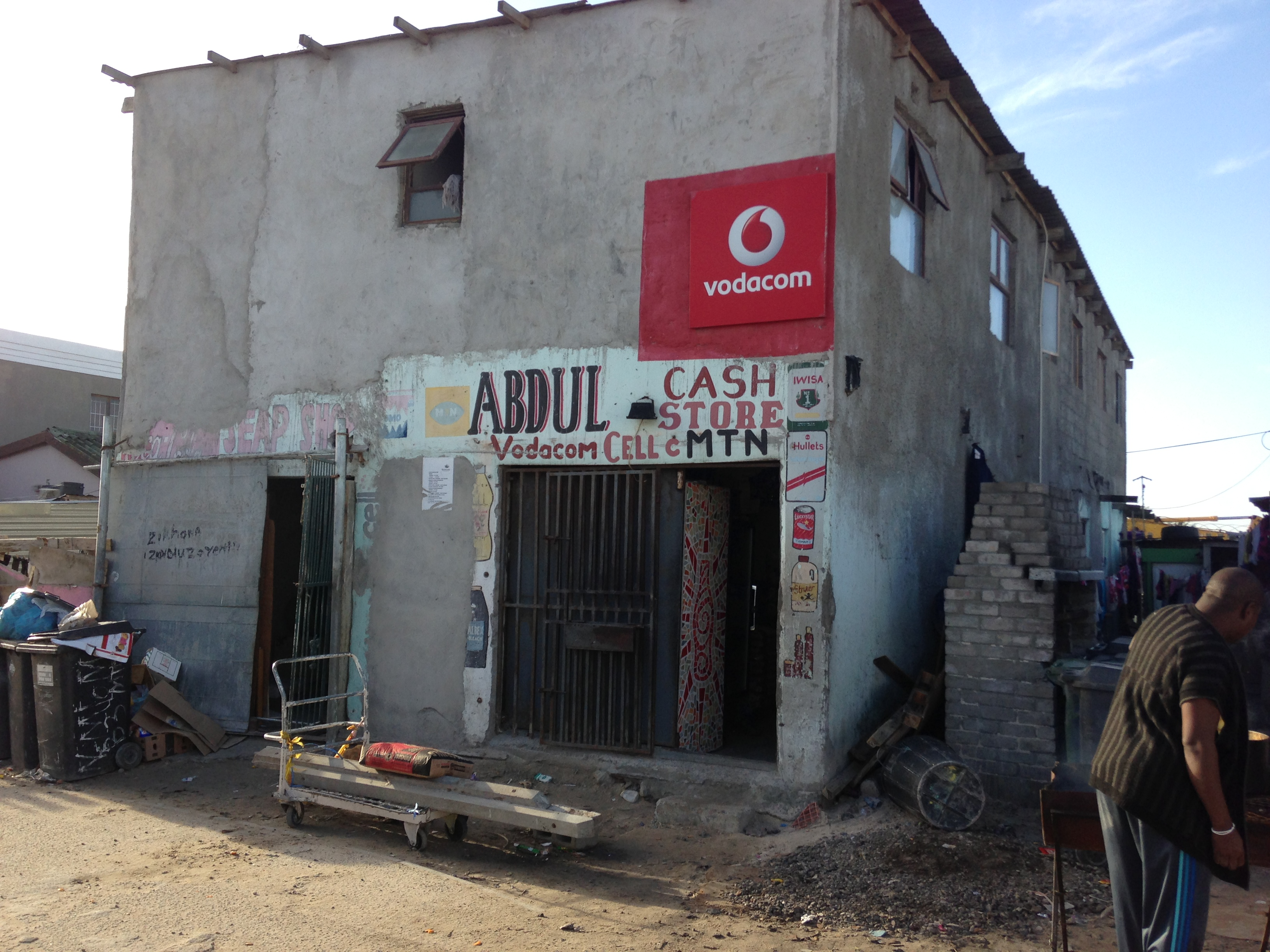
Spaza-Shop in Joe Slovo Park, Kapstadt

Der Begriff Spaza shop, auch Tuck shop bezeichnet ein kleines, informelles Ladengeschäft in den Townshipsiedlungen oder im ländlichen Südafrika. Es wird üblicherweise im Wohngebäude, in der Wohnung des Händlers oder in einer separaten Gebäudestruktur mit Waren des täglichen Bedarfs ausgeübt.
Diese Klasse von Läden entstand im Prozess der Ausweitung von Townships in der Fläche, was die Anreise zu einem legalen Einzelhandelsgeschäft zu schwierig oder teuer machte. Sie stellen für die Inhaber eine attraktive Einnahmequelle dar, da ihr Geschäft oft unlizenziert und damit ohne Steuerpflicht betrieben wird.
Die Ladeninhaber sind meist in kaufmännischen Fragen gering gebildete Personen, oft schwarze Frauen. Als Ursache für ein Engagement in den informellen Wirtschaftsstrukturen gilt die auf Geringwertigkeit abzielende Bildungspolitik während der Apartheid. Die südafrikanische Regierung ist heute bemüht, den Inhabern eine Ausbildung anzubieten. Ein besonderes Problem stellen aber die ausländischen Inhaber solcher Shops dar. In vielen Städten und ländlichen Gebieten betreiben einige Asylantragsteller diesen informellen Handel, um ihren Lebensunterhalt zu verdienen. Sie gehen damit einer Tätigkeit nach, die gegen kommunale Verordnungen verstoßen könnte und nach dem Flüchtlingsgesetz als nicht legal gilt, da bei diesen Handeltreibenden der Aufenthaltsstatus noch ungeklärt ist. Die verbreitete Form ist die Anmietung solcher Geschäftsräume oder kleiner Häuser zu diesem Zweck.
Bei unregistriert betriebenen Spaza shops ist es den Inhabern auch nicht möglich, ein Bankkonto für ihr Geschäft zu betreiben. Infolgedessen müssen sie verhältnismäßig größere Bargeldmengen selbst aufbewahren und sind demzufolge überdurchschnittlich häufig das Ziel von Diebstahl und Überfällen. Durch die Zunahme solcher Gewaltdelikte sahen sich die Provinzbehörden insbesondere veranlasst, gegen die Inhaber des Schwarzhandels vorzugehen, zumal mit Handel selbst strafbare und gefährliche Aktivitäten verbunden sind (Herstellung von Alkohol).
Die Betreiber fahren meist selbst mit öffentlichen Verkehrsmitteln oder Taxis in größere Ansiedlungen und kaufen die Waren in Einzelhandelsgeschäften ein, um sie in ihrem eigenen Dorf weiter zu verkaufen.